# Ушаров, Николай Александрович
Николай Александрович Ушаров (1896—?) — подполковник Рабоче-крестьянской Красной Армии, участник Гражданской и Великой Отечественной войн, Краснознамёнец (1923).

## Биография
Родился в 1896 году. Служил в Русской императорской армии, участвовал в боях Первой мировой войны. В январе 1918 года был призван на службу в Рабоче-крестьянскую Красную Армию. Участвовал в боях Гражданской войны в Средней Азии, будучи командиром эскадрона, затем начальником разведки, помощниначальником разведывательного отдела штаба 1-го Ферганского кавалерийского полка. С 1921 года Ушаров возглавлял разведывательный отдел Самаркандской области и Бухарской группы войск, затем занимал ряд других высоких должностей в подразделениях ОГПУ в Средней Азии.
Лично участвовал в разгроме басмаческих бандформирований. В ночь с 10 на 11 октября 1922 года в районе населённого пункта Пикай-Кадук Ушаров во главе эскадрона атаковал позиции басмачей. В разгар боя Ушаров оказался в окружении, но, уничтожив 3 басмачей, обратил остальных в бегство. Приказом Революционного Военного Совета Республики № 193 от 23 июля 1923 года начальник разведывательного отдела штаба Бухарской группы войск Николай Ушаров был награждён орденом Красного Знамени РСФСР.
Позднее окончил Институт восточных языков, руководил советско-китайской торговлей. Участвовал в Великой Отечественной войне, командовал полком, отдельным батальоном, был заместителем командира полка. После окончания войны в звании подполковника Ушаров был уволен в запас.
Был награждён орденом Ленина, двумя орденами Красного Знамени, орденом Красной Звезды 2-й степени Бухарской Народной советской республики (2.04.1925), рядом медалей.